# Cromato di piombo
Il cromato di piombo (o giallo cromo) è il sale di piombo(II) dell'acido cromico, di formula PbCrO4. In natura si rinviene sottoforma di crocoite, un raro minerale che si forma in alcune zone ossidate dei giacimenti di piombo.
A temperatura ambiente si presenta come un solido giallo-arancione inodore ed è insolubile in tutti i solventi. È un composto tossico per la riproduzione, nocivo, pericoloso per l'ambiente. Sono noti due polimorfi di cromato di piombo, ortorombici e la forma monoclina più stabile. Il cromato di piombo monoclino viene utilizzato nelle vernici con il nome di giallo cromo (chrome yellow).

## Struttura
Il cromato di piombo adotta la struttura della monazite, il che significa che la connettività degli atomi è molto simile ad altri composti del tipo MM'O4. Il Pb(II) ha una sfera di coordinazione distorta circondata da otto ossidi con distanze Pb-O comprese tra 2,53 e 2,80 Å. L'anione cromato è tetraedrico.

## Applicazioni
Nel 1996 sono state prodotte circa 37 000 tonnellate. È utilizzato come pigmento nelle vernici, sotto il nome di giallo cromo.

## Preparazione
Il cromato di piombo(II) può essere prodotto trattando il cromato di sodio con sali di piombo come nitrato di piombo(II) o combinando ossido di piombo(II) con acido cromico.
I pigmenti di solfocromato di piombo sono prodotti dalla sostituzione di alcuni cromati con solfato, dando luogo a composizioni miste piombo-cromato-solfato Pb(CrO4)1-x(SO4)x. Questa sostituzione è semplice perché il solfato e il cromato sono isostrutturali. Poiché il solfato è incolore, i solfocromati con valori elevati di x sono colorati in modo meno intenso rispetto al cromato di piombo.

## Reazioni
Il riscaldamento del cromato di piombo in soluzione di idrossidi alcalini (NaOH, KOH) produce il rosso cromo, Pb2CrO5 (PbO·PbCrO4), una polvere rossa o arancione. Nella soluzione alcalina il cromato di piombo si dissolve lentamente formando inizialmente lo ione piombito, uno ione complesso di Pb(II):
{\displaystyle {\ce {PbCrO4 + 4 OH- -> [Pb(OH)4]^2- + CrO4^2-}}}

## Sicurezza
Nonostante contenga sia piombo che cromo esavalente, il cromato di piombo non è particolarmente tossico a causa della sua solubilità molto bassa. Il cromato di piombo viene trattato con grande cura nella sua fabbricazione, nella quale si cerca di evitare la formazione di polvere del precursore del cromato..
Nel 1800, il prodotto è stato utilizzato per conferire un colore giallo brillante ad alcuni tipi di caramelle. È usato (illegalmente) per migliorare il colore di alcune spezie, in particolare la curcuma, in particolare in paesi a basso reddito come il Bangladesh.
In precedenza, il suo utilizzo era più diffuso. Il cromato di piombo e la biacca, o carbonato di piombo(II), erano i pigmenti di vernice a base di piombo più comuni.